# Hans Muller (pallanuotista)
Johan Arnoldus Muller, detto Hans (Amsterdam, 24 gennaio 1937 – Utrecht, 1º luglio 2015), è stato un pallanuotista olandese.

## Biografia
Ha partecipato, come membro del Paesi Bassi, alle Olimpiadi di Roma 1960, di Tokyo 1964.
Ha partecipato, in veste di team manager della nazionale olandese, anche ai Giochi di Monaco di Baviera 1972.
Muller è stato nel consiglio del Comitato olimpico olandese dal maggio 1985 al maggio 1989.
Dopo la carriera sportiva, diventa direttore/proprietario di un negozio di abbigliamento, che è stato per molti anni fornitore delle squadre olimpiche olandesi.